# Euidotea distincta
Euidotea distincta là một loài chân đều trong họ Idoteidae. Loài này được Guérin-Méneville miêu tả khoa học năm 1843.